# Salon parisien de 1819

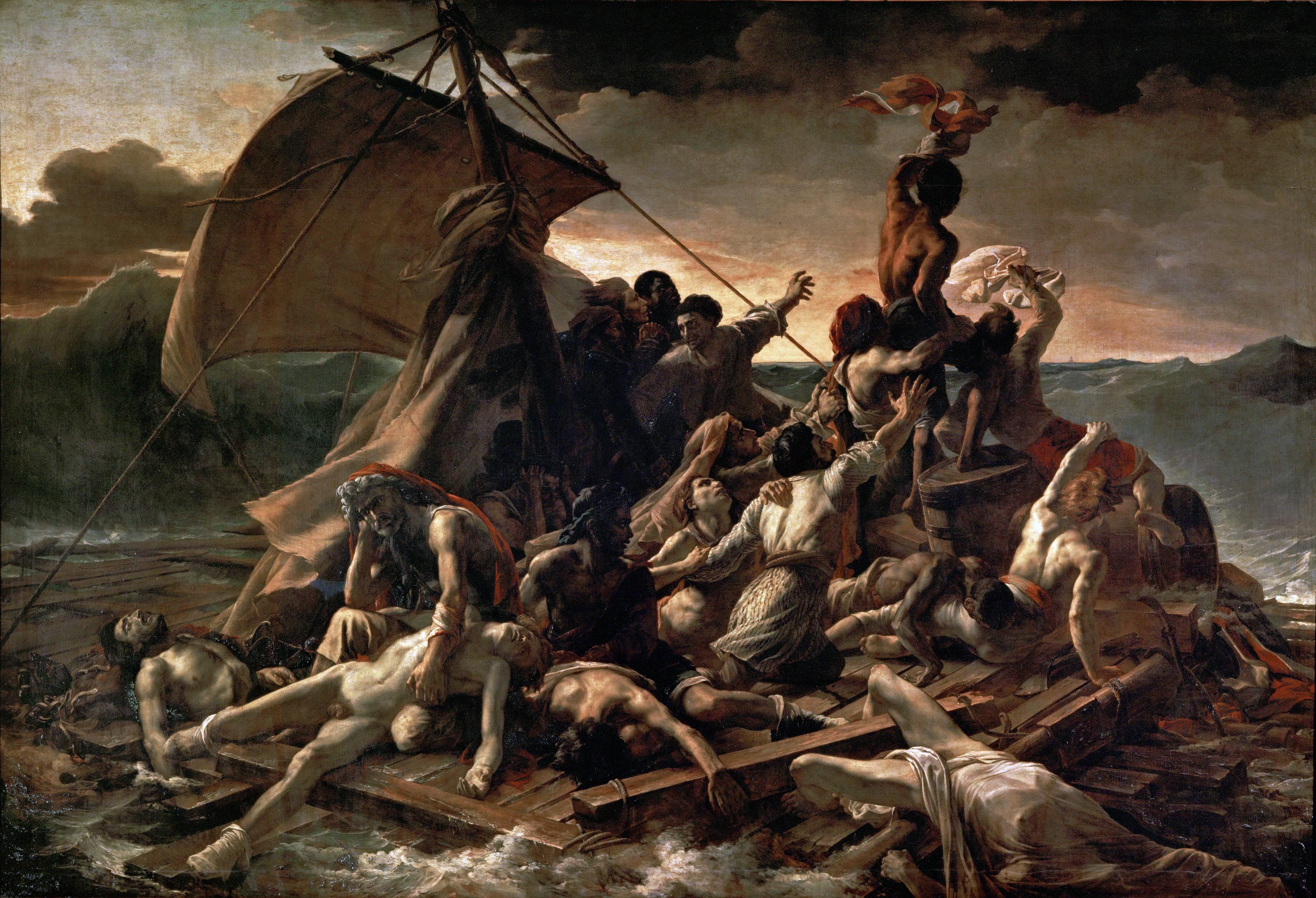
Le Radeau de La Méduse de Théodore Géricault.

Le Salon de 1819 est une édition du Salon, plus importante exposition artistique de l'époque, qui s'est tenue à Paris au musée du Louvre du 25 août au 30 septembre 1819.

## L'événement
Il s'agit alors du plus grand salon organisé depuis la chute de Napoléon Ier. Elle se déroula sous la Restauration. Il s’agissait de la première manifestation organisée depuis le retrait des forces militaires étrangères fin 1818. Les deux initiateurs de l'exposition, Auguste de Forbin et Alexandre de la Motte-Baracé de Senonnes souhaitaient en faire une célébration de la Maison de Bourbon encore plus majestueuse que ne l'avait fait le précédent Salon de 1817.
Plus de 1 300 tableaux y furent exposés. Plus d'une centaine étaient dans le style troubadour alors en vogue, notamment Roger délivrant Angélique de Jean-Auguste-Dominique Ingres. Alexandre le Grand visitant Apelles de Marie Nicolas Ponce-Camus fut rejeté car le jury estima qu'il faisait allusion à une visite que Napoléon avait faite à l'atelier de Jacques-Louis David pendant les Cent-Jours. En revanche, le Massacre des Mameluks rebelles dans le château de Caire d'Horace Vernet, considéré comme une référence cachée à la Terreur blanche contre les partisans de Napoléon, fut autorisé. Vernet exposa de nombreuses œuvres au Salon, dont Le Chien du régiment blessé.
Louis Hersent proposa un tableau historique populaire, Gustave Vasa. Parmi les autres exposants se trouvait l'étoile montante Ary Scheffer. Mais les œuvres exposées les plus remarquables furent : Le Radeau de La Méduse de Théodore Géricault, et Pygmalion et Galatée d'Anne-Louis Girodet ; la présence de ces deux œuvres alimenta la critique artistique d'alors.
Le Salon de 1819 a été le sujet d'une exposition ayant eu lieu au musée Girodet en 2019, deux cents ans après l'événement, mettant en lumière l'opposition entre le néo-classicisme (symbolisé par Pygmalion et Galatée de Girodet) et le romantisme français naissant (représenté par le 
Radeau de la Méduse de Géricault),.

## Galerie

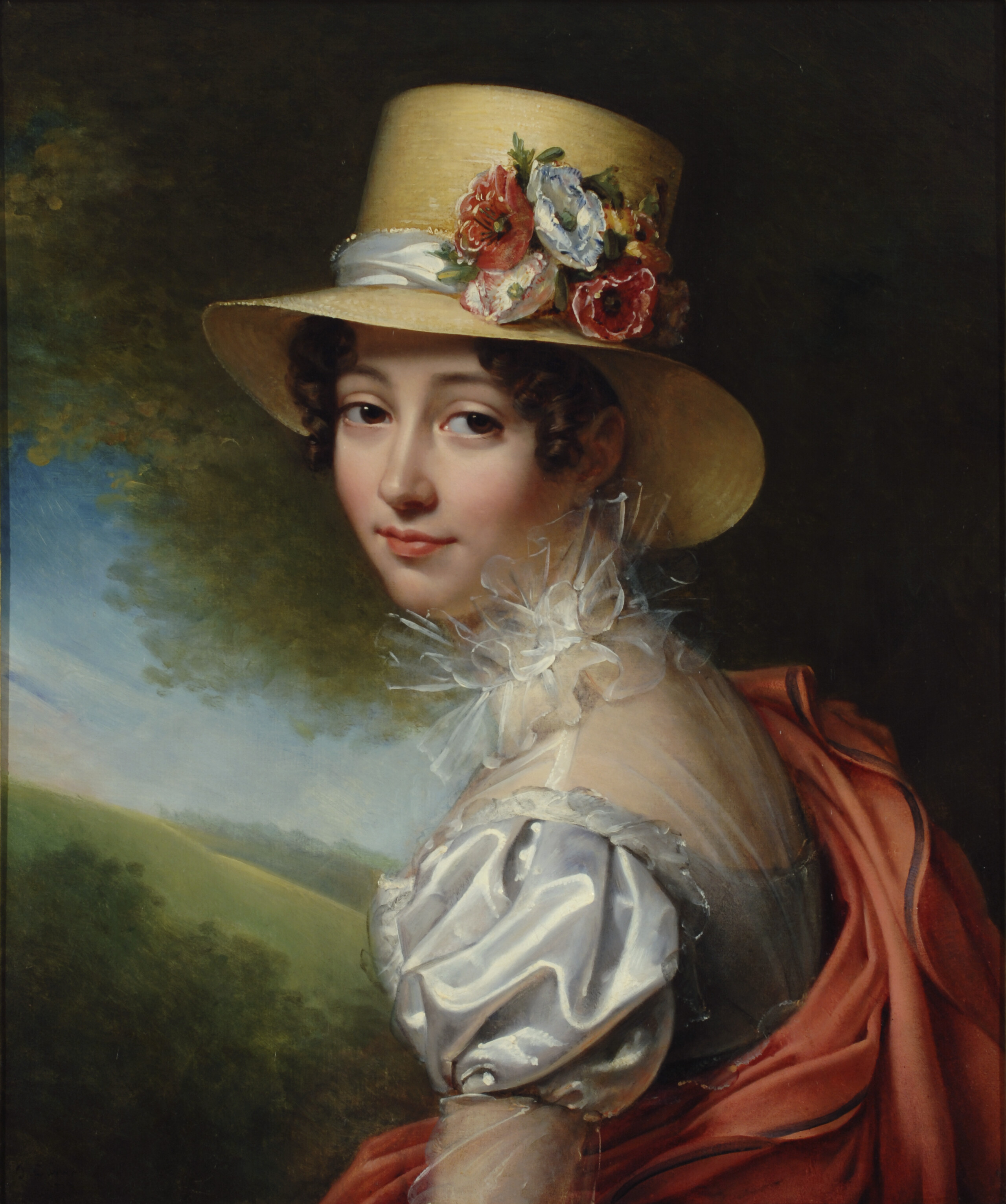
Portrait d'une jeune fille (Zoé Duvidal de Montferrier, soeur de l'artiste) par Julie Duvidal de Montferrier.
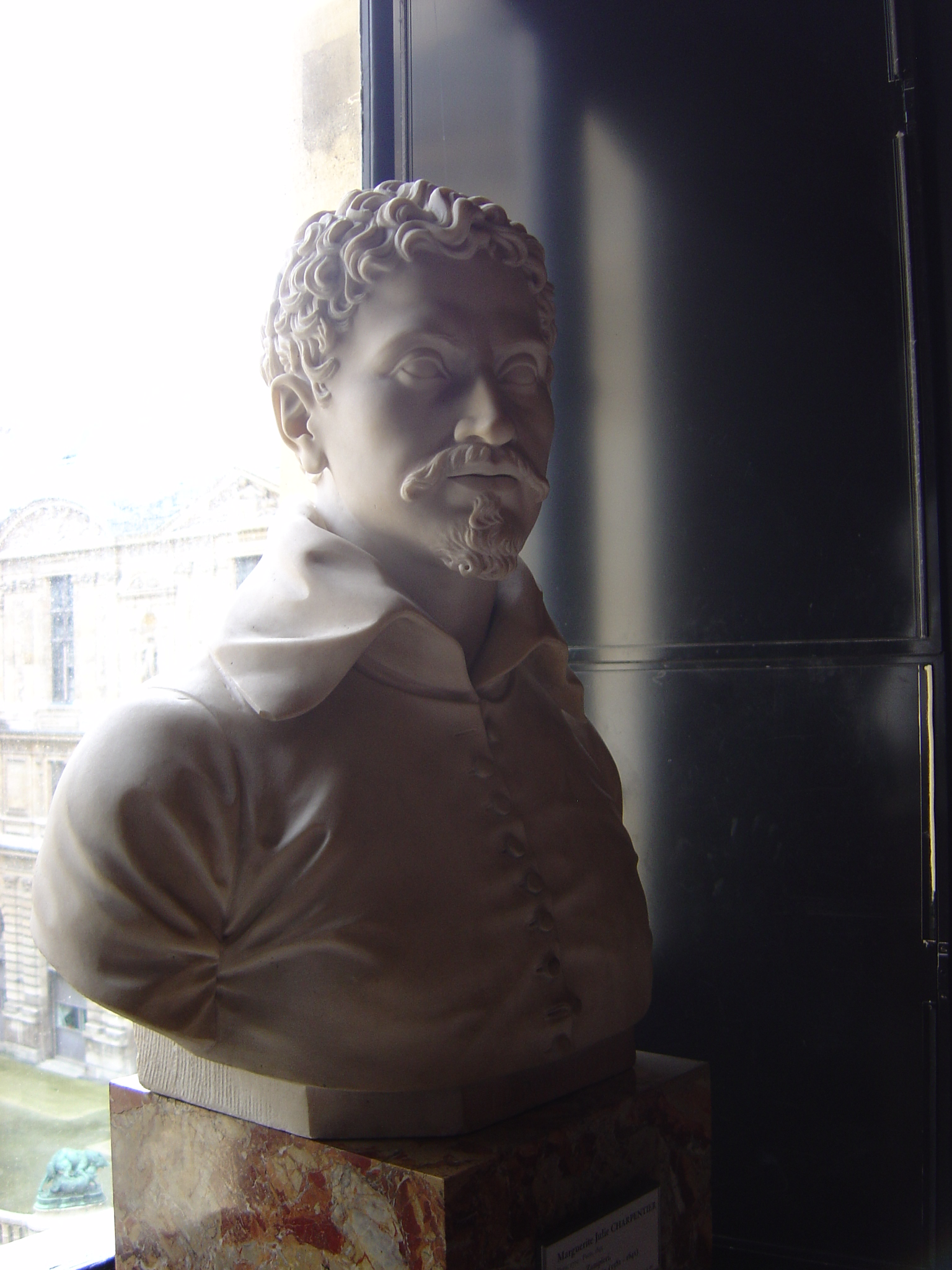
Le Dominiquin par Julie Charpentier.
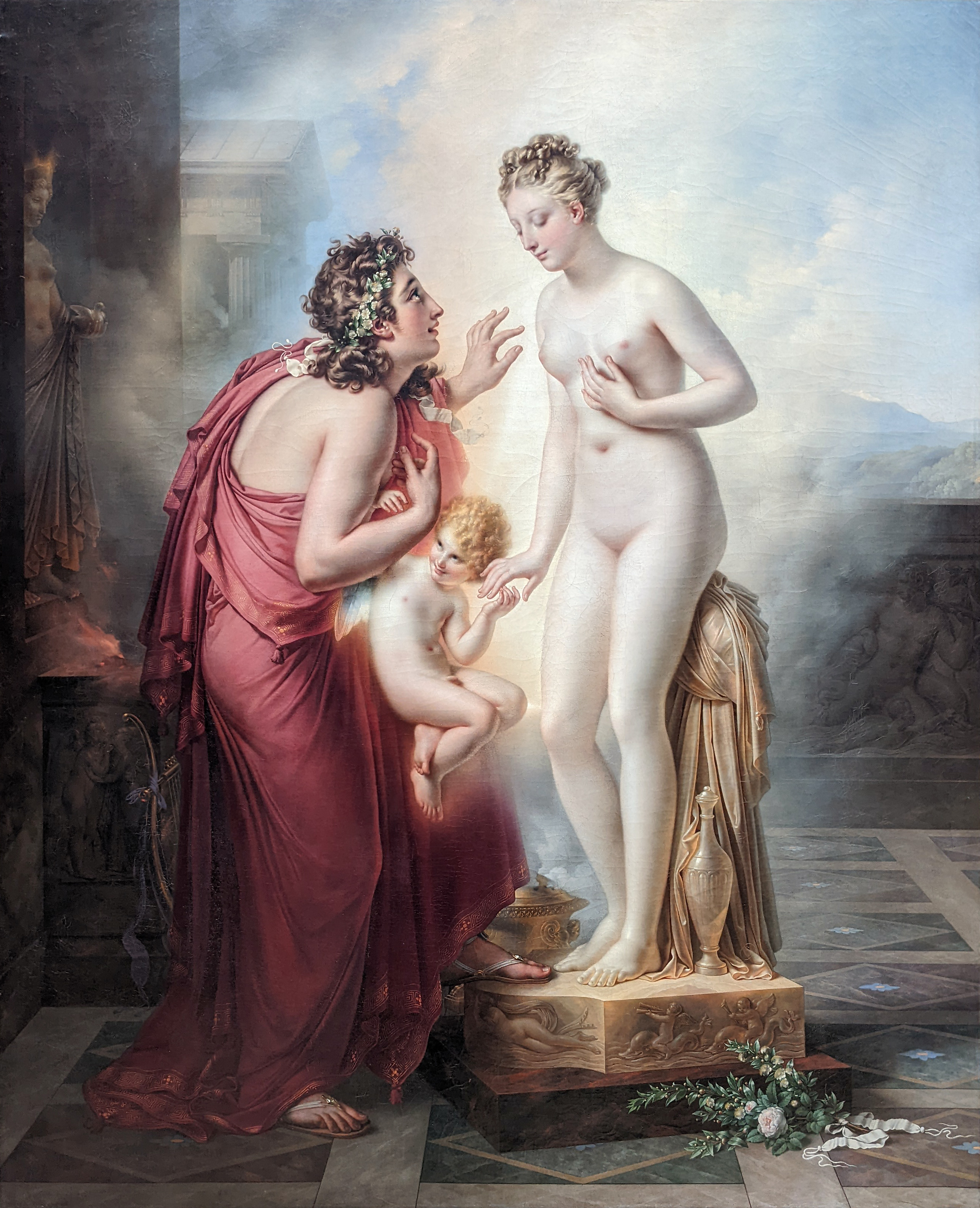
Pygmalion et Galatée par Anne-Louis Girodet.
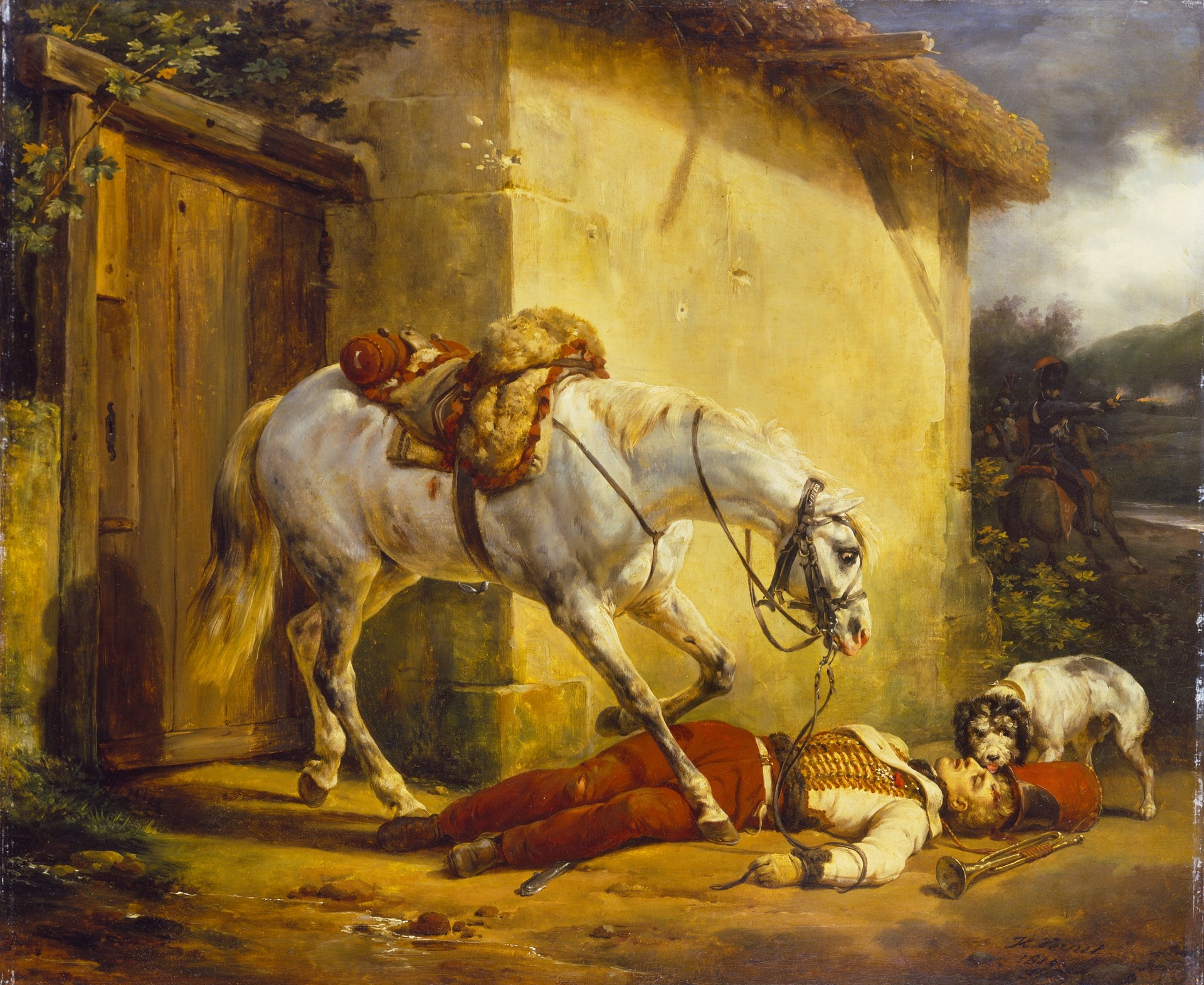
Le Trompette blessé par Horace Vernet.
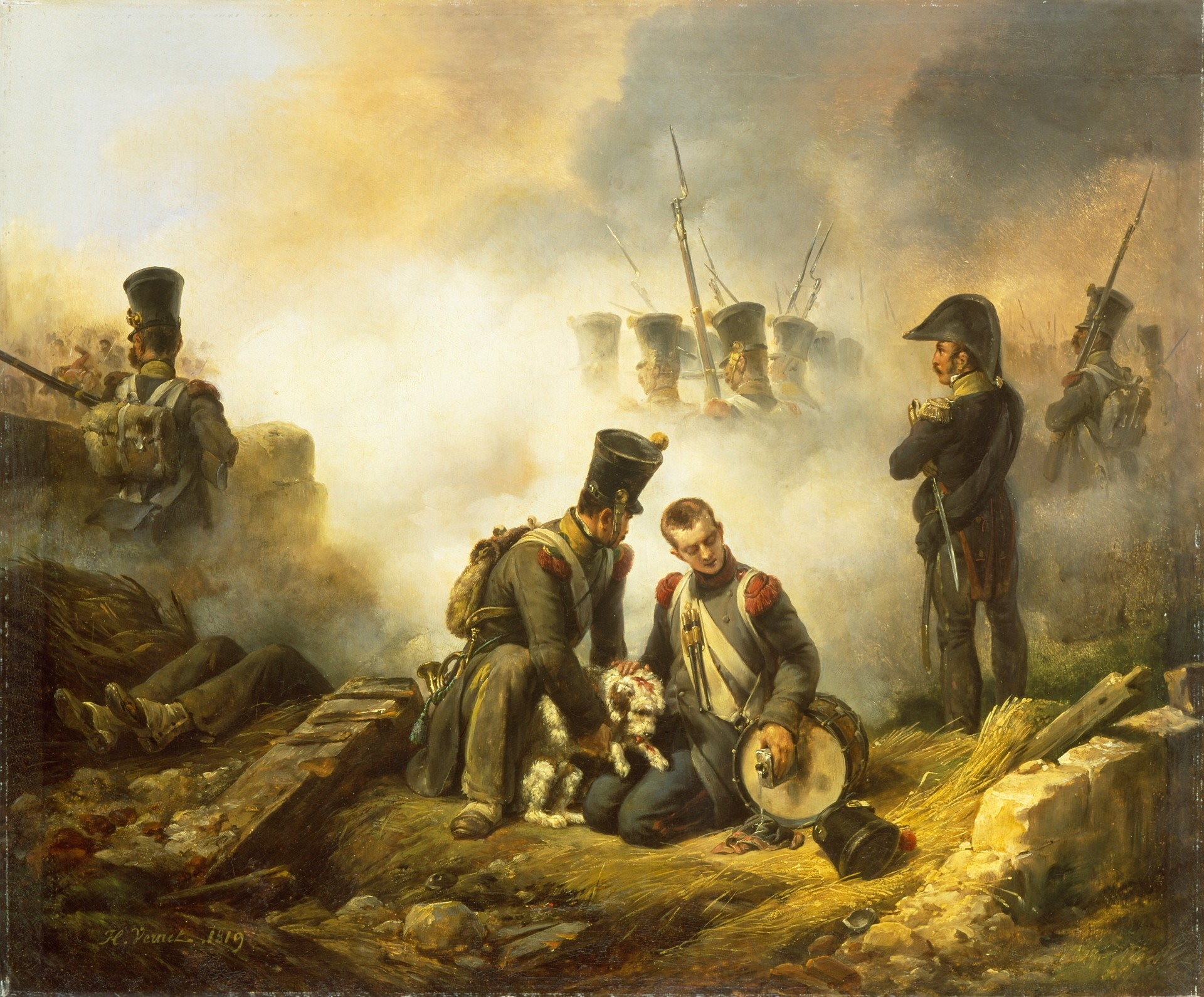
Le chien du régiment blessé par Horace Vernet.
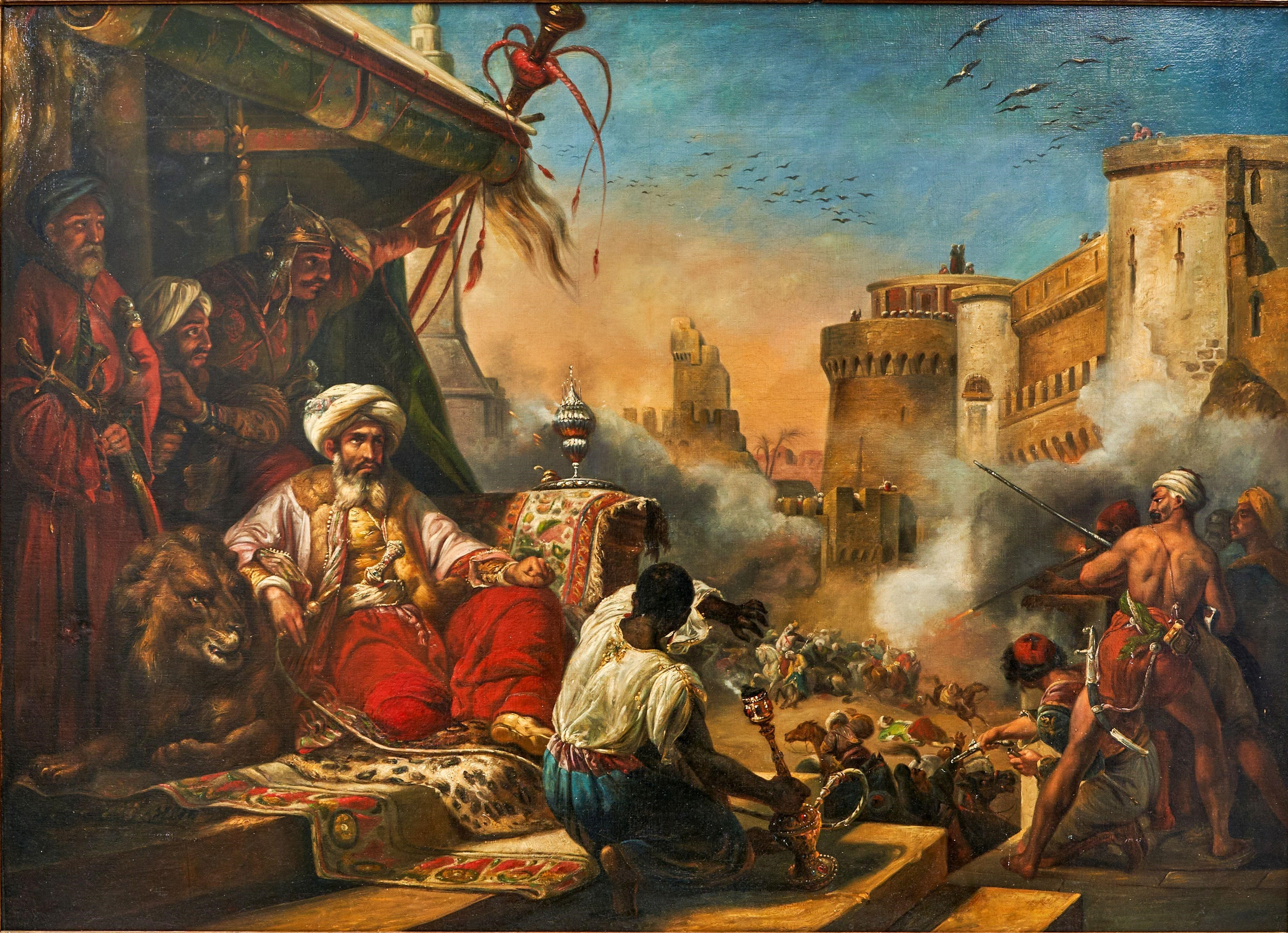
Le Massacre des Mamelouks par Horace Vernet.
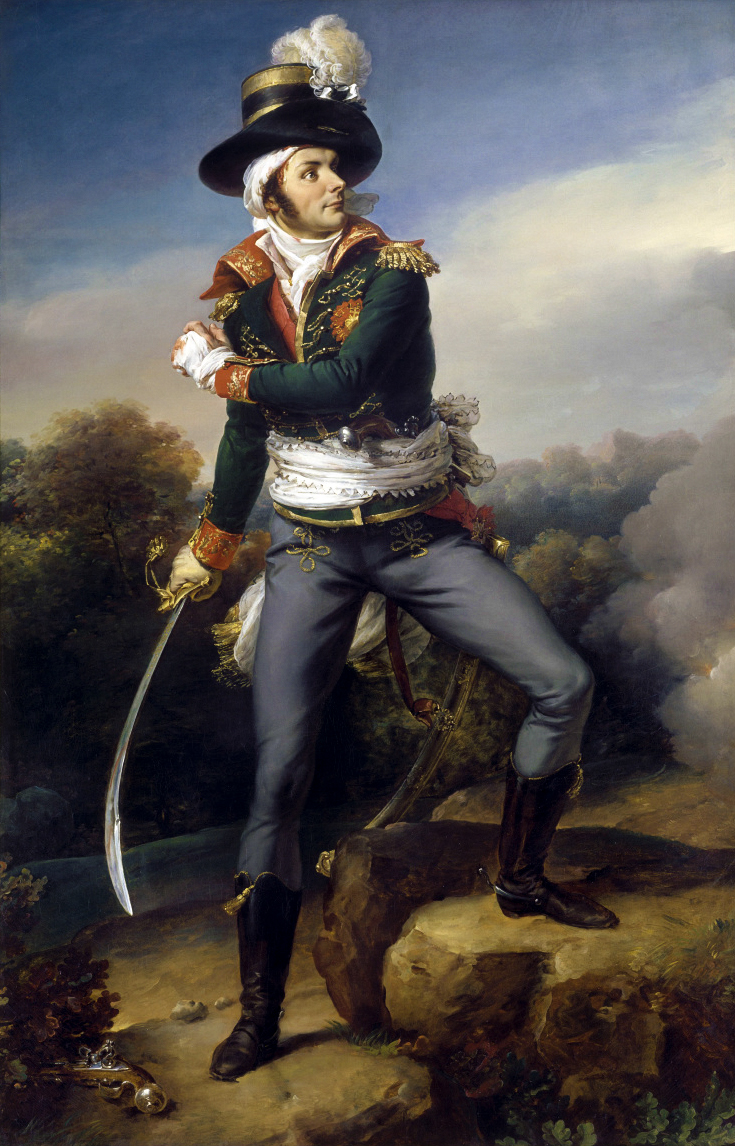
Portrait de François de Charette par Paulin Guérin.
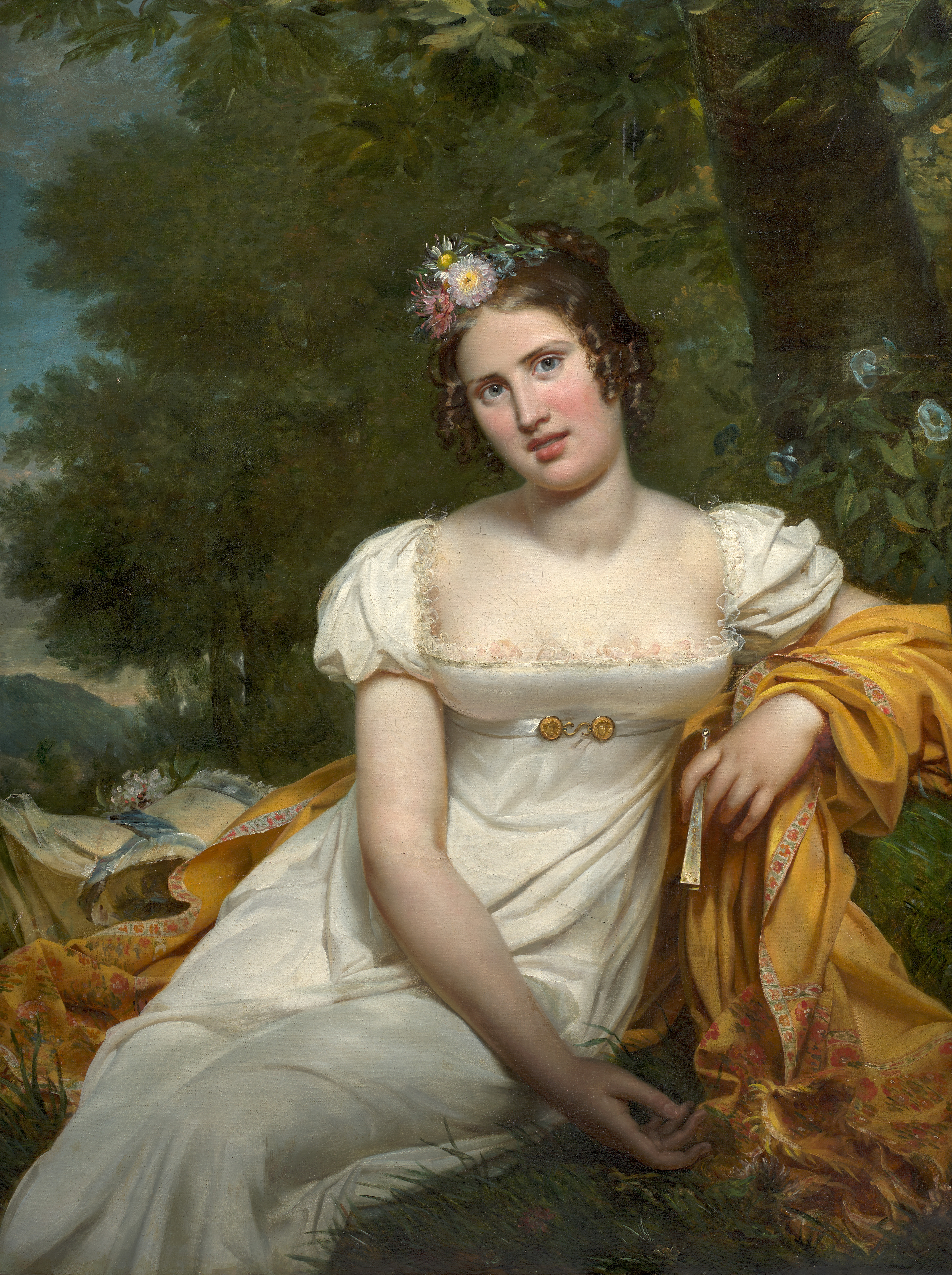
Portrait d'Alexandrine Saint-Aubin par Paulin Guérin.
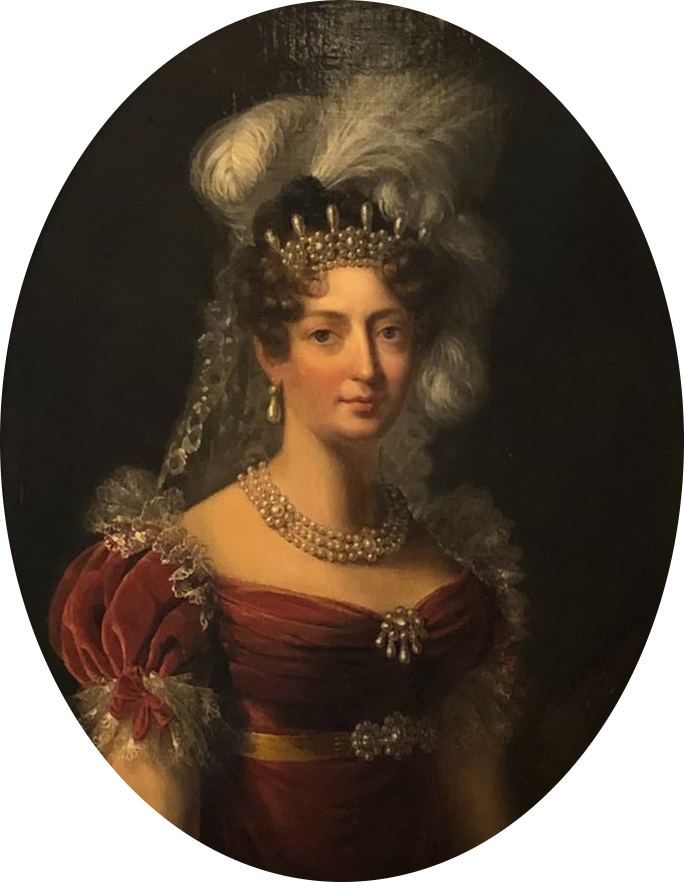
Portrait de la duchesse d'Angoulême par Louise Bouteiller.
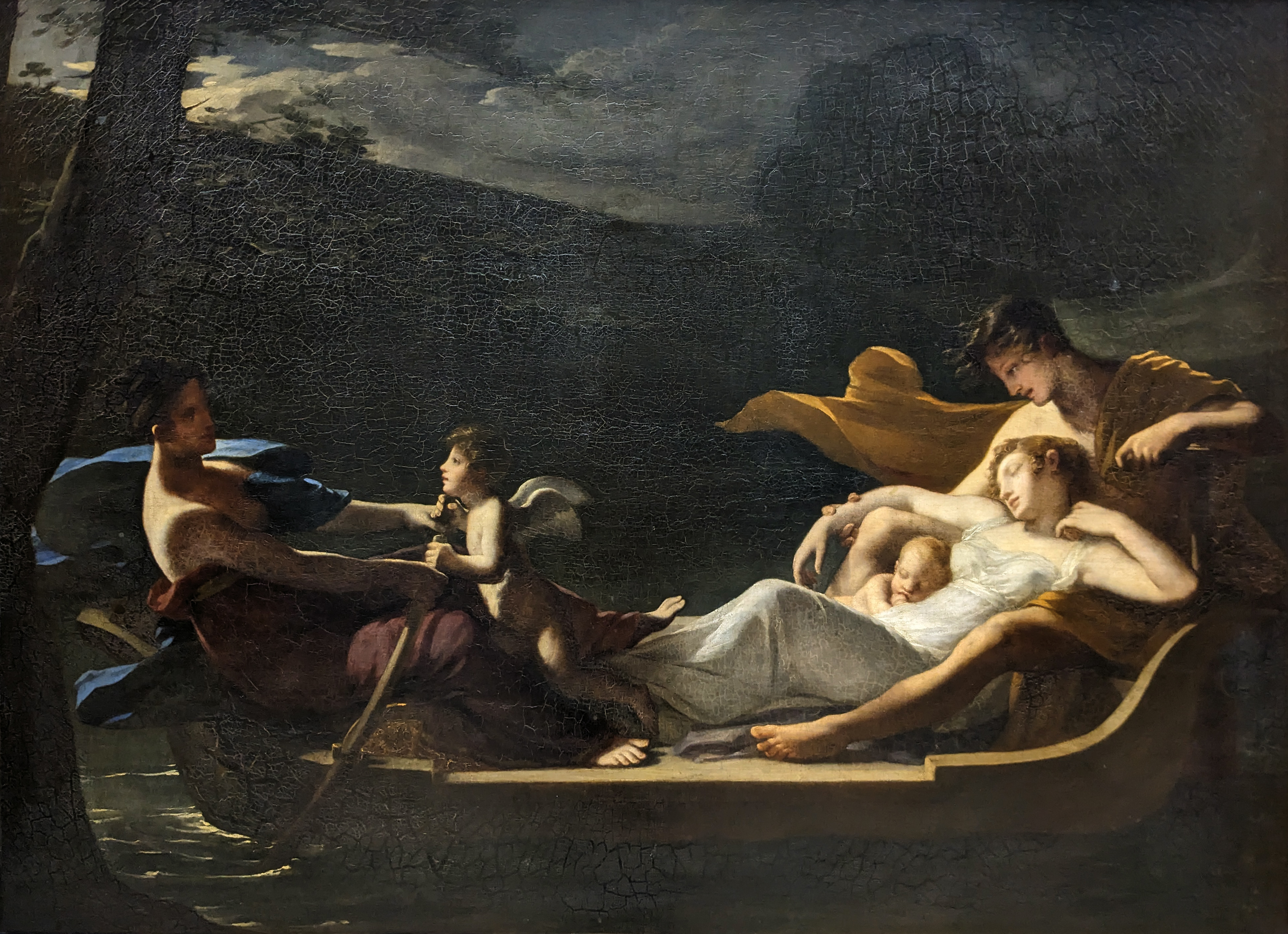
Le Rêve du bonheur par Constance Mayer.
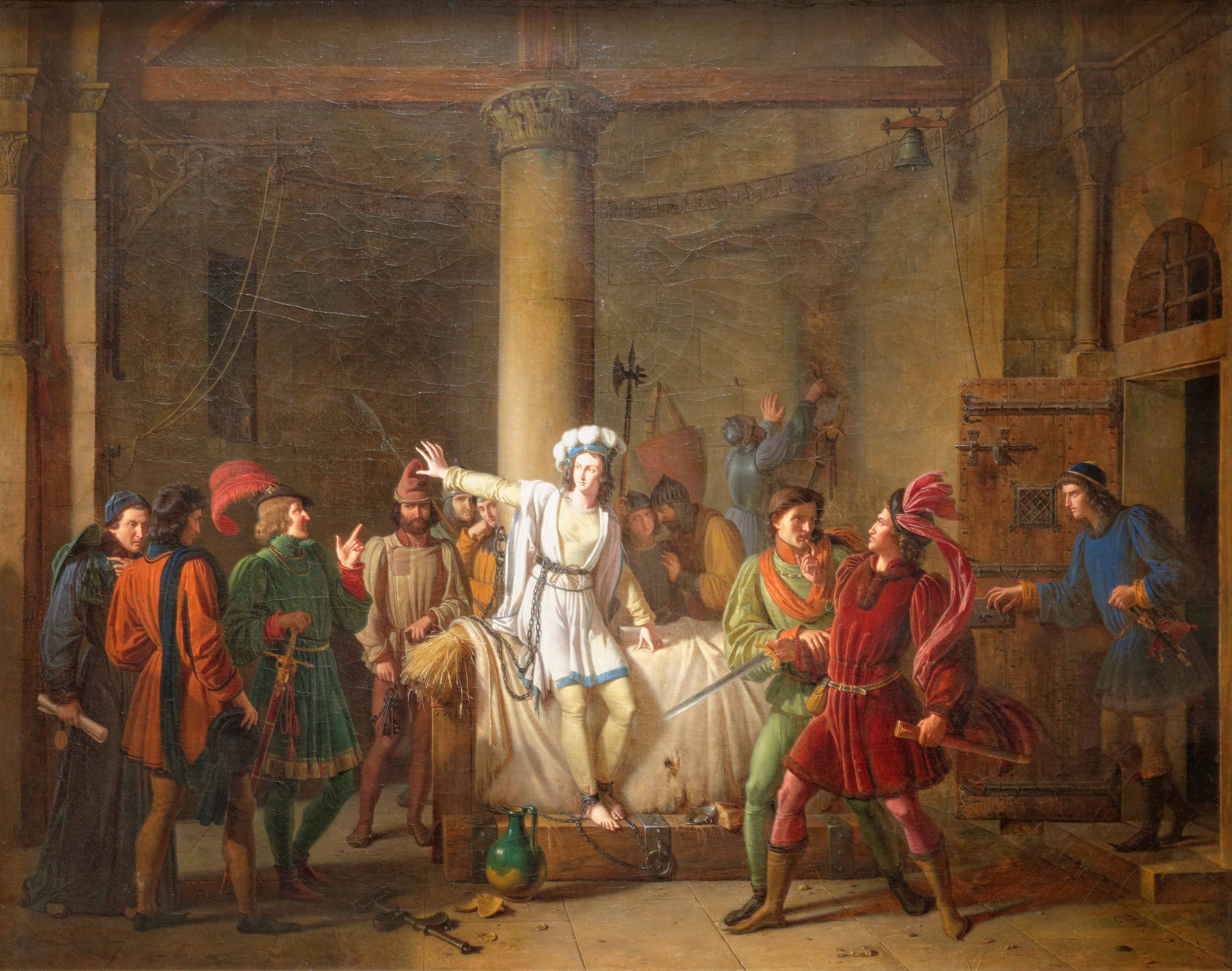
Jeanne d'Arc prisonnière à Rouen par Pierre Révoil.
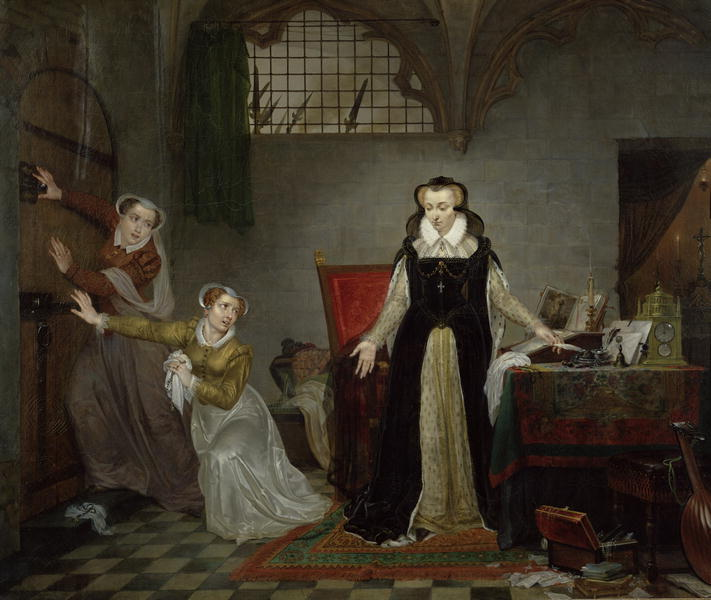
Marie Stuart au moment où l'on vient la chercher pour aller à la mort par Philippe-Jacques van Bree.
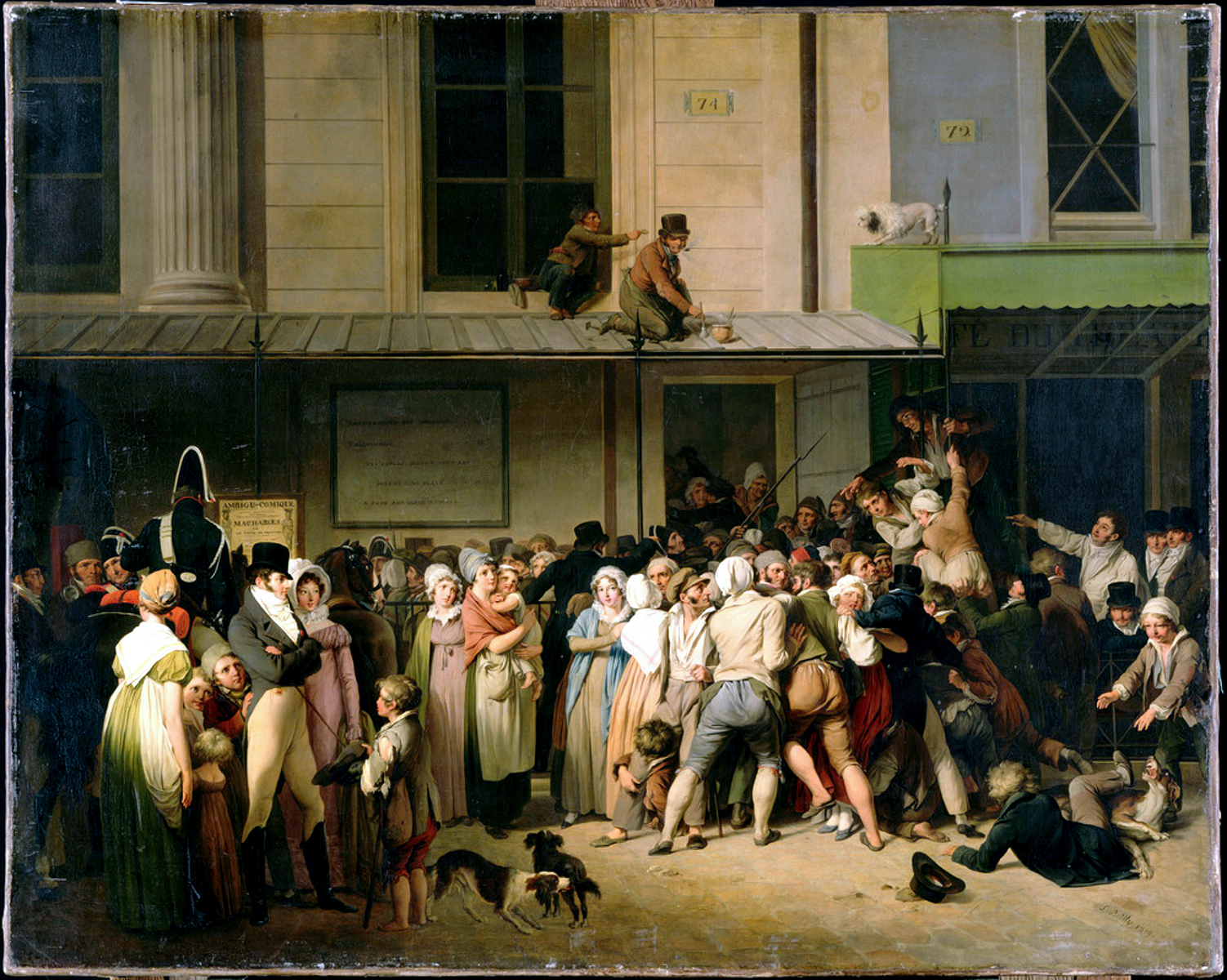
L'entrée du théâtre de l'Ambigu-Comique à une représentation gratis par Louis-Léopold Boilly.
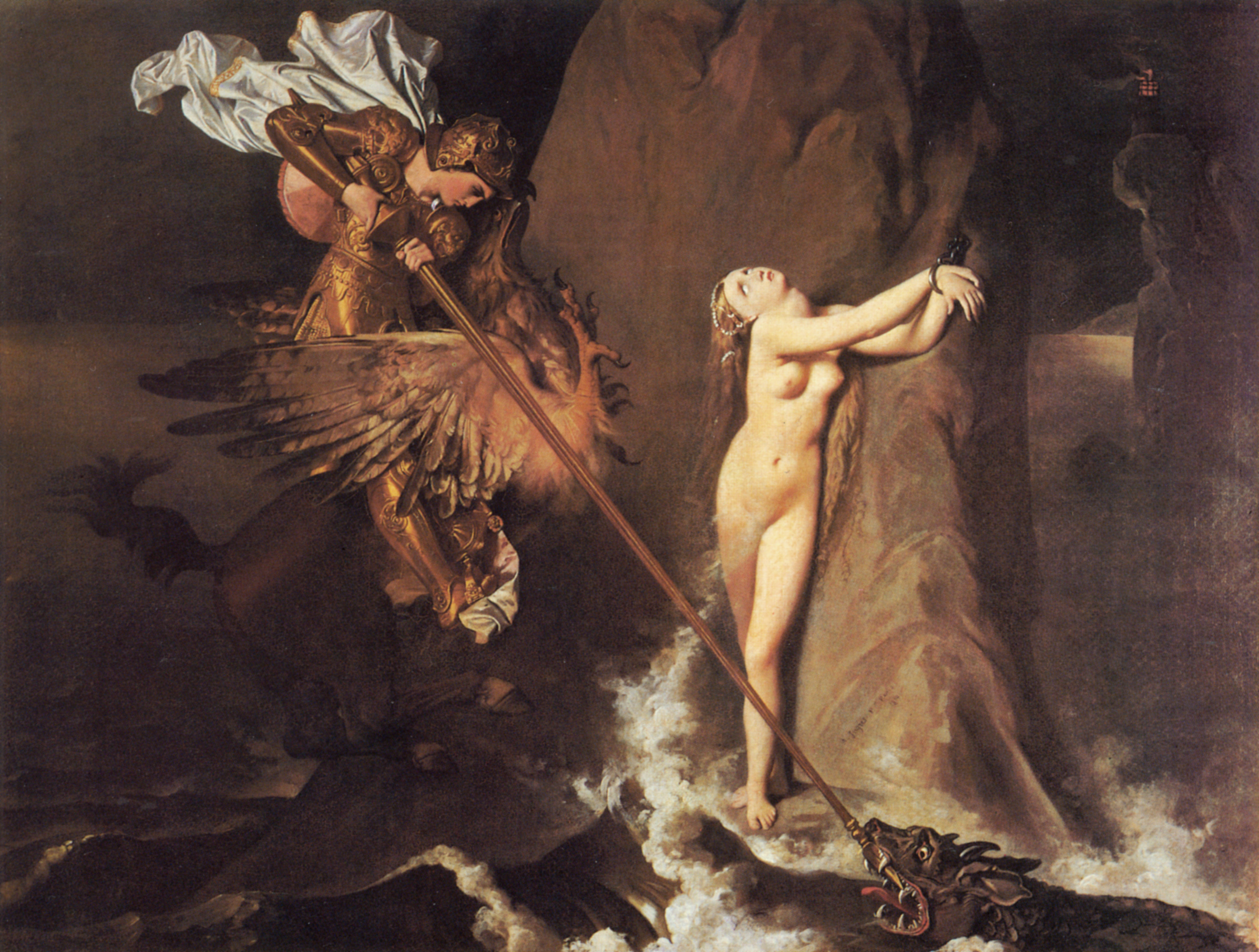
Roger délivrant Angélique par Jean-Auguste-Dominique Ingres.
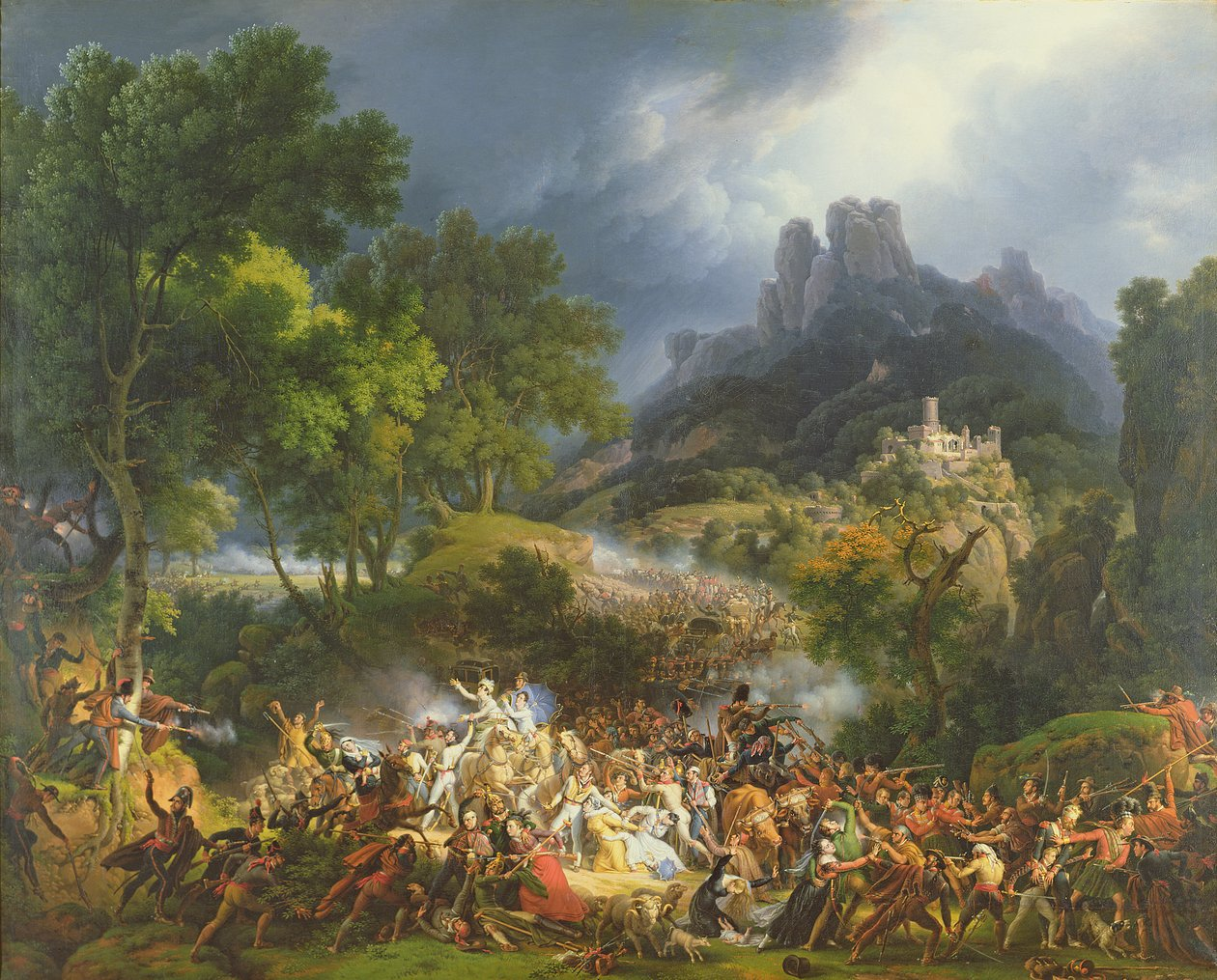
Attaque d'un grand convoi à Salinas, Biscaye, 25 mai 1812 par Louis-François Lejeune.
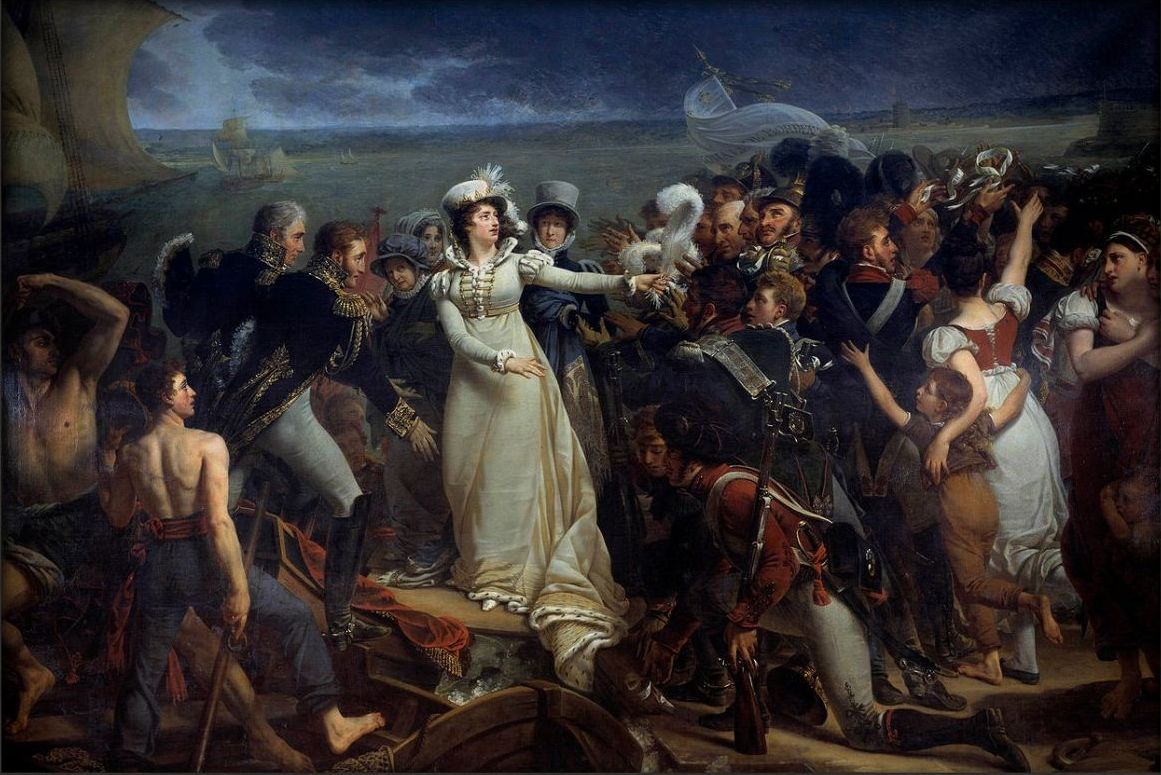
Embarquement de la Duchesse d'Angoulême à Pauillac par Antoine-Jean Gros.
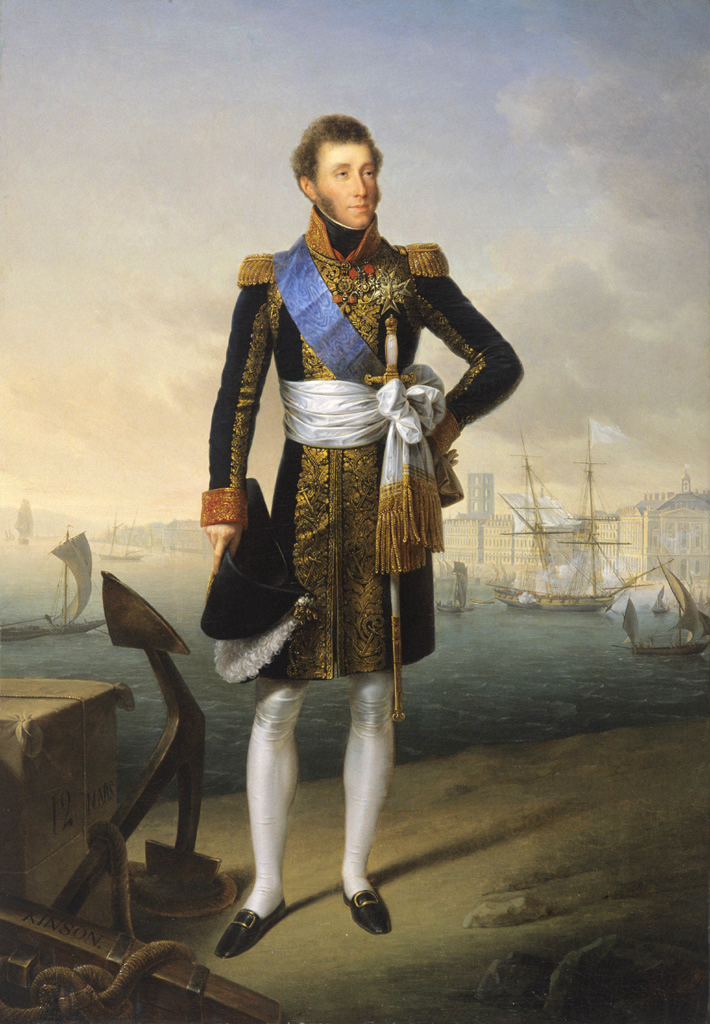
Portrait du duc d'Angoulême par François-Joseph Kinson.